# Death Proof
Death Proof är en amerikansk slasherfilm från 2007, regisserad av Quentin Tarantino. Filmen är den ena segmentet av Grindhouse. Den andra är Planet Terror av Robert Rodriguez, som också är producent för Death Proof.

## Handling
Tre vänner - Arlene, Shanna och Jungle Julia - tillbringar en natt i Austin, Texas för att fira Julias födelsedag. De blir utan att veta det förföljda av en mystisk man i en trimmad Chevrolet Nova. Den mystiske mannen, Stuntman Mike, slår sig ner med dem när de tar det lugnt på en bar. Så småningom dödar han alla tre med sin bil som vapen.
14 månader senare befinner han sig i Tennessee och kör i en Dodge Charger. Han förföljer en ny grupp unga kvinnor - Lee, Abernathy, Kim, och stuntkvinnan Zoë. Men när Mike trampar på dem så får han smaka på sin egen medicin.

## Om filmen
- I "Death Proof" agerade Tarantino som fotograf för första gången.
- Efter att Zoë Bell gjorde alla stunts åt Uma Thurman i Kill Bill lät Tarantino henne spela en fiktiv version av sig själv i Death Proof, vilket då var första gången för henne att agera som en skådespelare i en film.
- Filmen var nominerad för Guldpalmen vid Cannesfestivalen.

## Rollista

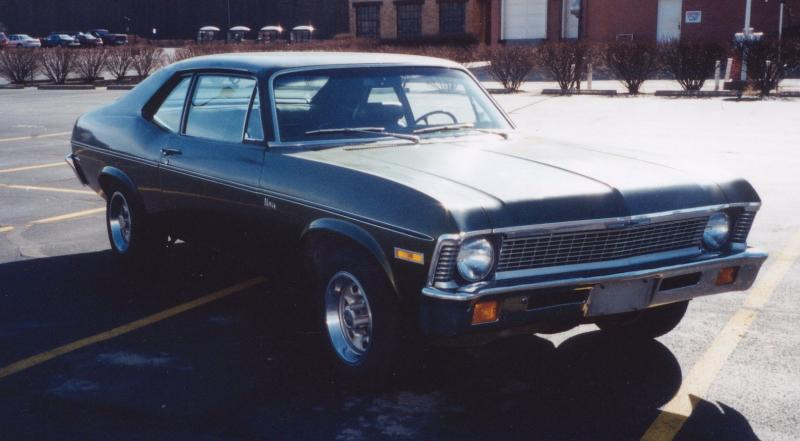
En Chevrolet Nova som Stuntman Mike kör i första halvan av filmen.

| Kurt Russell            | – Stuntman Mike      |
| Zoë Bell                | – Sig själv          |
| Rosario Dawson          | – Abernathy Ross     |
| Vanessa Ferlito         | – Arlene "Butterfly" |
| Sydney Tamiia Poitier   | – Jungle Julia       |
| Tracie Thoms            | – Kim Mathis         |
| Rose McGowan            | – Pam                |
| Jordan Ladd             | – Shanna             |
| Mary Elizabeth Winstead | – Lee Montgomery     |
| Quentin Tarantino       | – Warren             |
| Eli Roth                | – Dov                |
| Omar Doom               | – Nate               |
| Michael Bacall          | – Omar               |
| Jonathan Loughran       | – Jasper             |
| Michael Parks           | – Earl McGraw        |
| James Parks             | – Edgar McGraw       |
| Marley Shelton          | – Dr. Dakota Block   |
| Nicky Katt              | – Counter Guy        |
| Electra Avellan         | – Babysitter Twin 1  |
| Elise Avellan           | – Babysitter Twin 2  |

## Musik
Låtlista med artister i kronologisk ordning.
- "The Last Race" - Jack Nitzsche
- "Baby It's You" - Smith
- "Paranoia Prima" - Ennio Morricone
- "Jeepster" - T. Rex
- "Staggolee" - Pacific Gas & Electric
- "The Love You Save (May Be Your Own)" - Joe Tex
- "Good Love, Bad Love" - Eddie Floyd
- "Down in Mexico" - The Coasters
- "Hold Tight!" - Dave Dee, Dozy, Beaky, Mick and Tich
- "Sally and Jack" - Pino Donaggio
- "It's So Easy" - Willy DeVille
- "Riot in Thunder Alley" - Eddie Beram
- "Chick Habit" - April March

Soul kitchen - the doors